# سیارک ۱۸۴۷
سیارک ۱۸۴۷ (به انگلیسی: 1847 Stobbe، نامگذاری:A916CA) هزار و هشتصد و چهل و هفتمین سیارک کشف شده‌است که در ۱ فوریه ۱۹۱۶ کشف شد.
قدر مطلق سیارک برابر ۱۱٫۰۰ است.